# Policía de tránsito

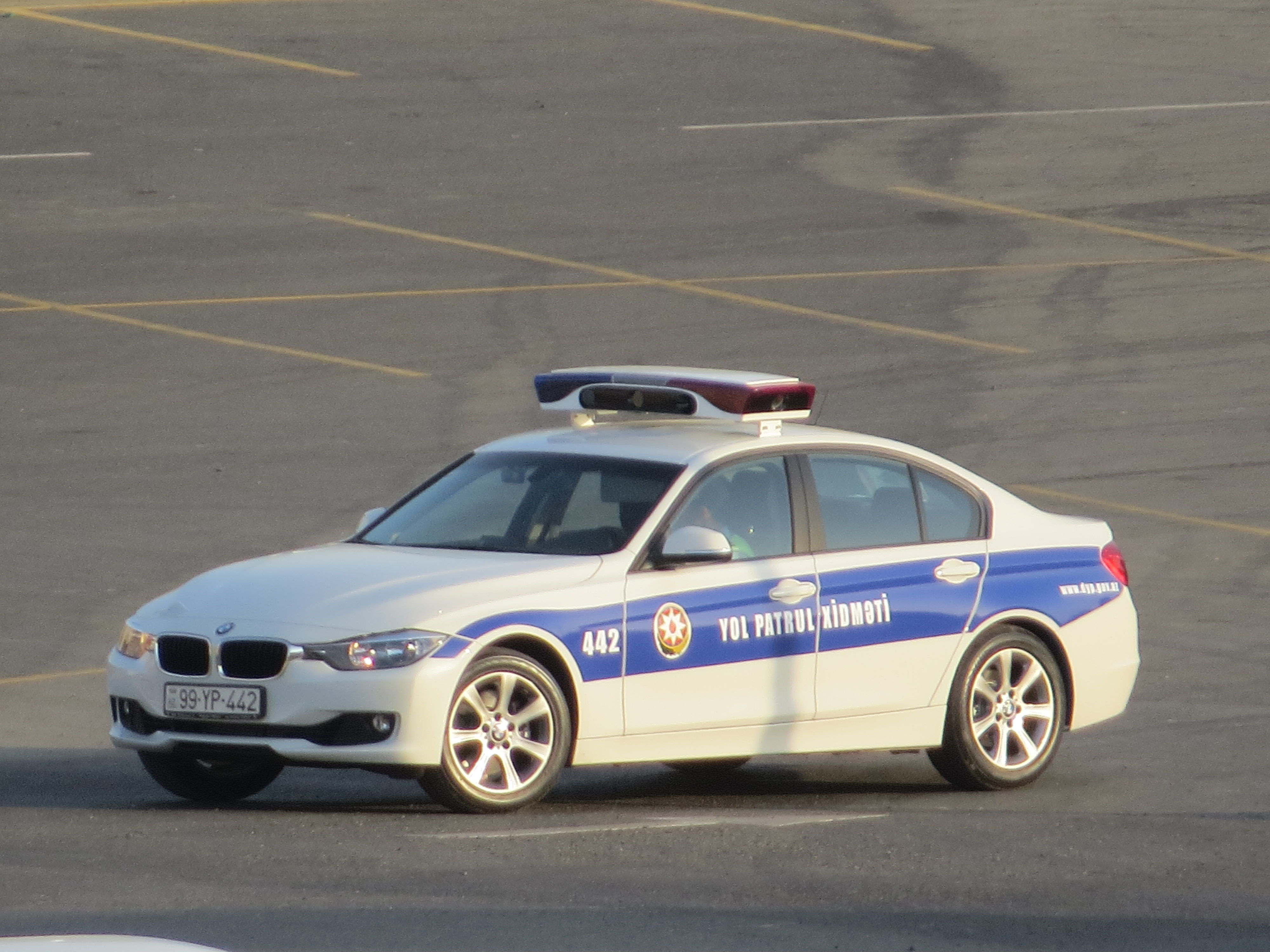
Policía de tráfico en Azerbaiyán

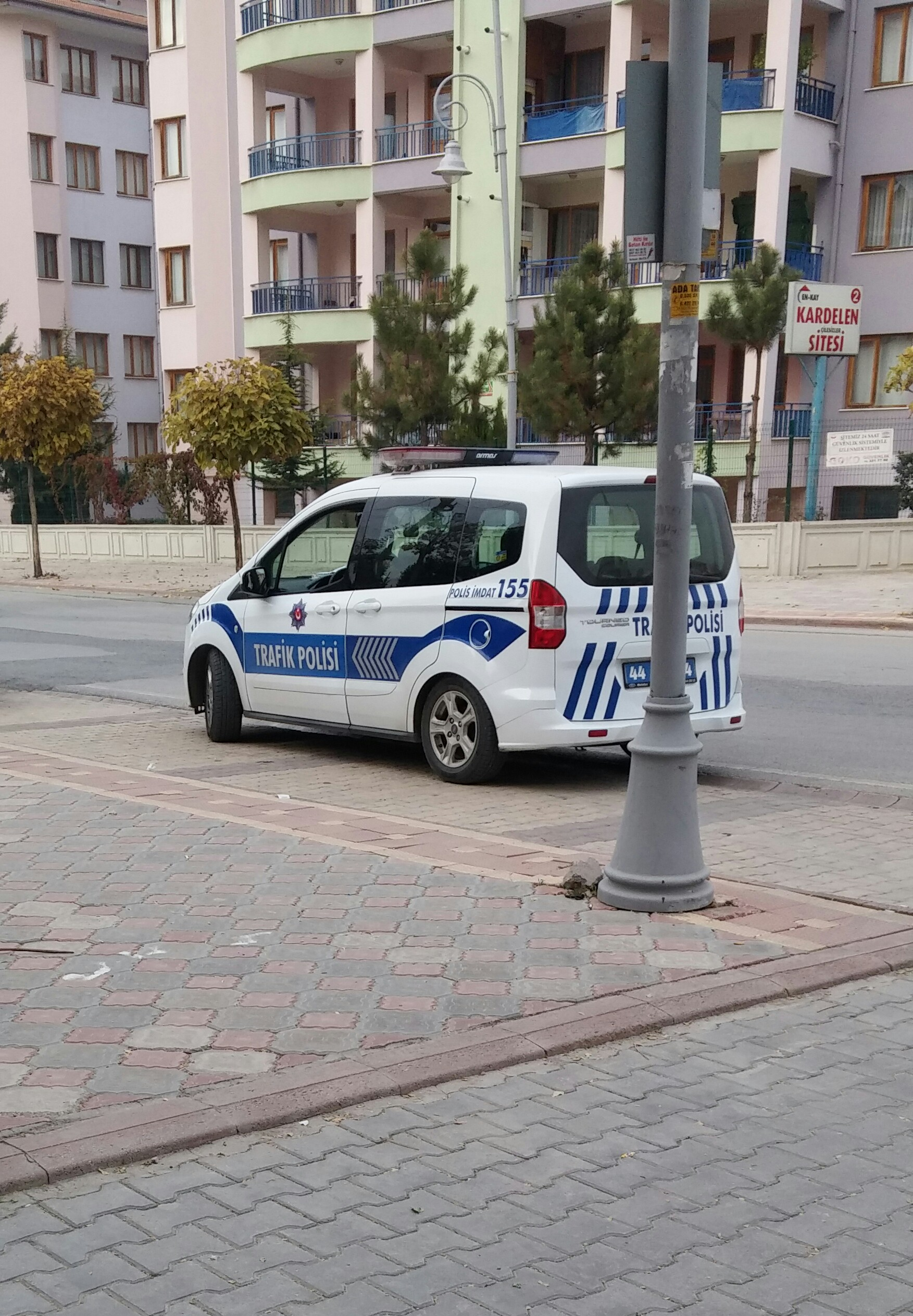
Un coche de la policía de tráfico, Turquía

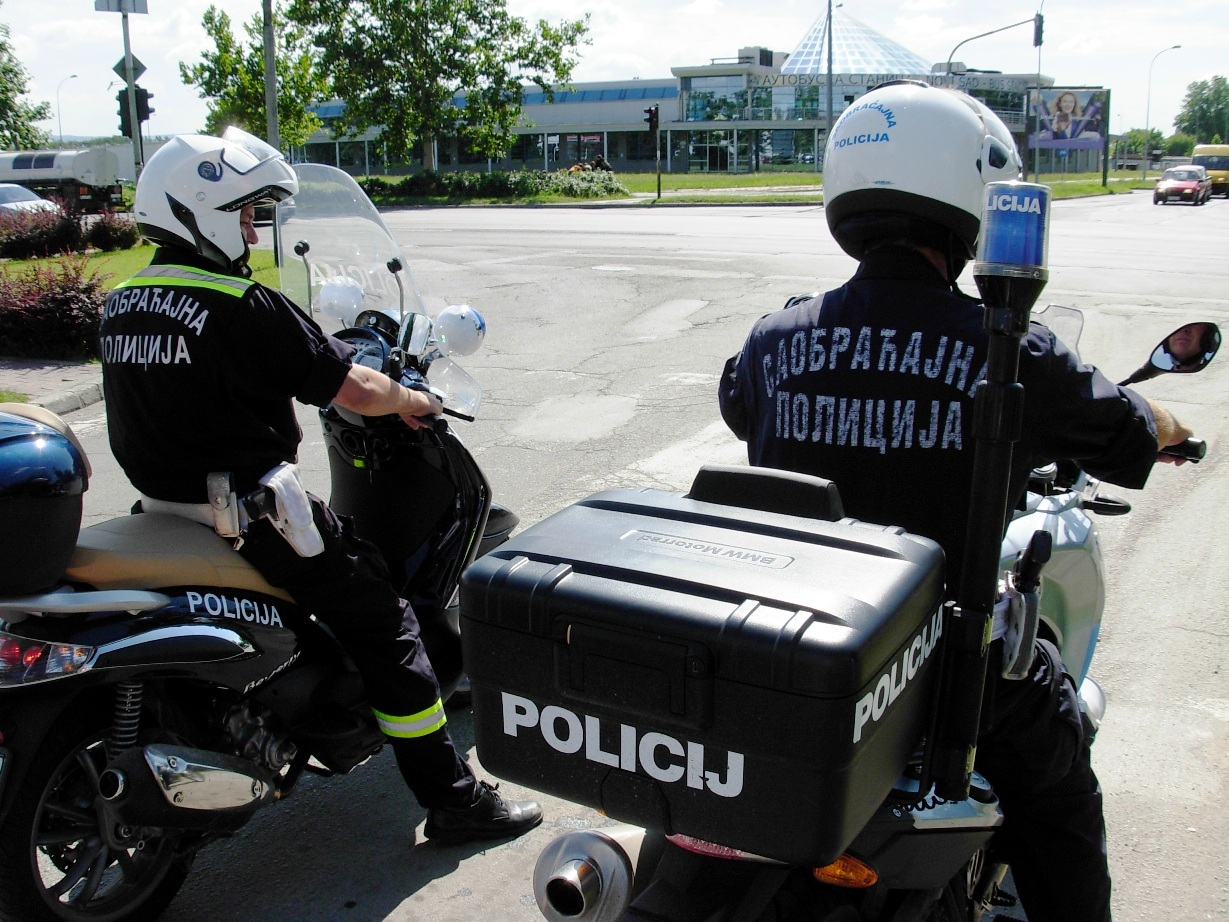
Policía de tránsito en Serbia

La policía de tránsito, también conocida como policía de transporte o policía de tráfico, es el ente encargado de regular el orden y hacer cumplir las normas de tránsito o transitales establecidas para los distintos medios de transporte público, ya sean trenes, buses o automóviles particulares. Su jurisdicción consiste en vigilar los delitos cometidos a las normas establecidas en materia de transporte, contra otros vehículos, peatones o contra pasajeros en el caso de ser un transporte público.

## Historia por países

### Colombia
Desde el punto de vista terminológico,la palabra policía deriva de la voz latina politia procedente de la griega politeia, que significa constitución de la ciudad, constitución del Estado y, en un sentido aplicable a la administración pública, gobierno.
En general, los autores coinciden en destacar que, el concepto, en la época germinal, era abarcadora de todo el “poder público”, y todavía en nuestros días -como ha dicho Bielsa- “policía, en su acepción más amplia, significa ejercicio de poder público sobre hombres y cosas”
Se ha dicho, en este sentido, que “durante los primeros tiempos de la historia helénica, la policía fue el equivalente del gobierno del Estado, cualquiera fuera su régimen se identificaba con el Estado”; en la Edad Media, bajo la organización feudal, “el concepto de policía se limita a significar el buen orden de la sociedad civil.
El vocablo “policía” no se utilizó, al menos con este sentido, sino hasta el siglo XVII “En 1758 el jurista suizo Emmerich de Vattel publicó su Derecho de Gentes donde sostiene que el soberano debe cuidar de la nación como un padre tierno y sabio, y como un administrador fiel.

### México (Puebla)
En México y en especial en la ciudad de Puebla después de la llegada de los franceses y una vez consumada la conquista, la ciudad de los ángeles fue uno de los primeros territorios que tuvo lugar en la repartición de dominios los cuales fueron otorgados a los indios que participaron en la revuelta.
El 2 de abril de 1867, la capital del Estado de Puebla es recuperada y como gesto de victoria el 11 de abril de 1867, se dictaron las medidas para su integración provisional, se procedió a la elección de magistrados, fiscales y funcionarios entre ellos los policías para que por primera vez se conformaran los tribunales superiores del estado y de esta manera hubiera mayor vigilancia y apego a las leyes.
Su principal labor era mantener el orden y vigilar de un contraataque francés y poder estar preparados, Este acto se podría decir que fue la primera práctica de nombrar a ciertos encargados de vigilar por el bienestar de sus territorios.

### Panamá
La patrulla de caminos nació a raíz de las Fuerzas de Defensa de Panamá: una vez abolido el régimen militar en 1990 después de la invasión estadounidense de Panamá de 1989, se crea la Dirección Nacional de Operaciones de Tránsito (D.N.O.T.) bajo la Policía Nacional de Panamá trabajan en conjunto con la Autoridad de Tránsito y Transporte Terrestre de Panamá, contando con inspectores facultados para hacer la misma labor que los efectivos de la Dirección Nacional de Operaciones de Tránsito (D.N.O.T.).

## Principales herramientas que utiliza
1.-Macana: es una macana con un mango que sirve para sostener, empuñar y asestar golpes, así como para realizar inmovilizaciones.
2.-Esposas: utilizadas para inmovilizar las manos de los presuntos delincuentes.
3.-Lámpara: se usa para iluminar los interiores de los automóviles.
4.-Arma de fuego: para repeler posibles ataques o someter a un posible agresor.
5.-Motocicleta: usada como medio de transporte más fácil de maniobrar para posibles persecuciones.
6.-Automóvil: usada como medio de transporte y vigilar sectores asignados.
7.-Chaleco antibalas: se usa como armadura para detener los proyectiles de las armas de fuego.
8.-Computadora: usada como base de datos de matrículas, multas, etc.
9.-Conos viales: se usan como señalamientos
10.-Cámaras: usadas para aclaraciones y como guía anticorrupción.
11.-Pistola de choques eléctricos : se usa para inmovilizar a un presunto agresor
12.-Pitillo o silbato: se implementa para llamar la atención de los ciudadanos y observen las señales que implementara.
13.-Botas con casquillo : usadas para un posible atropellamiento.
14.-Gas lacrimógeno: usado para someter a personas o dispersarlas.
15.-Balas de goma: solo para derribar al posible agresor y no dañarlo.
16.-Casaca verde fosforescente o amarillo: para que los automovilistas los observen e identifiquen con facilidad.
17.-Señales peatonales e automovilísticas: se implementan para facilitar al oficial de tránsito su operaciones.
18.-Radar de velocidad: se usa para controlar a los conductores generalmente en las noches.
19.-Alcoholímetro: percibe el estado de envigues en el que se encuentra a las personas.
20.-Software de retrato hablado: usado para agilizar el procedimiento de la búsqueda de una persona mediante rasgos visuales.
21.-Semáforos: son un dispositivo de señales que se sitúa en las intersecciones viales pasos de peatones.
22.-Casco blanco: les sirve para su protección.

## Historias de algunas de sus herramientas más esenciales

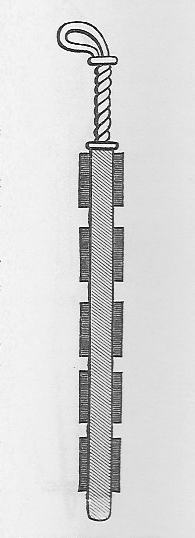
Macahuitl del siglo XV.

### Macana
No se sabe a quien a ciencia cierta se le atribuye el invento de la macana ya que en México existieron unas muy parecidas creadas por los Mexicas llamadas en náhuatl macuahuitl o macuahuitl que era del tamaño de un machete hecho de madera dura y una cinta en el extremo inferior para sujetarla al brazo del guerrero.
Por otra parte la llamada Tonfa de origen japonés es una macana con un mango que sirve para sostener, empuñar y asestar golpes, así como para realizar inmovilizaciones. Que era usada como instrumento de faena agrícola y posteriormente convertida en arma.
Este instrumento generalmente se elaboraba de madera llamada palo fierro, pero actualmente se fabrican de plástico policarbonato para obtener una herramienta ligera y a su vez más ágil para su manipulación y más resistente.
El origen de la palabra procede de dos voces del náhuatl clásico: "cuahuitl" o "quahuitl" (según escritura del español del siglo XVI), que quiere decir árbol, palo, rama, madero o tabla según el contexto; y "ma" que proviene del sustantivo "maitl", que quiere decir mano.
Se utiliza como una herramienta de mano para disuadir defensivamente se volvió muy popular entre los policías del mundo debido a que es un arma de costo de producción económico, por la forma de disuadir y provocar menos daños al cuerpo humano.

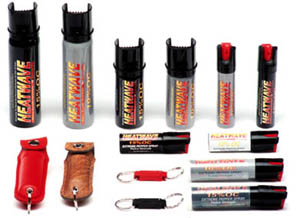
Uso do gás pimenta.

### Gas lacrimógeno
El gas lacrimógeno fue descubierto por dos norteamericanos, Ben Corson y Roger Stoughton, en Middlebury college en 1928, y el producto químico toma su nombre de las primeras letras de los apellidos de los científicos,  el compuesto es en realidad un sólido a temperatura ambiente, aunque se utiliza en forma de aerosol.
Fue hasta los años 80s que Kamran Loghman lo introduce a los oficiales del FBI, lo llamó gas pimienta a cualquier químico que produzca los efectos de incapacitar temporalmente mediante la irritación de ojos o del sistema respiratorio impidiendo la respiración, provocando síntomas de toz e incluso provocar la incapacidad sensorial.
El gas lacrimógeno se utiliza en forma de aerosol de mano, en forma de granada, o bien en un proyectil. Es generalmente utilizado por las fuerzas policiales para controlar o bien dominar a las personas durante un arresto o en una situación de disturbio y dispersar a grandes multitudes es un producto químico muy popular debido a su baja toxicidad y por no ser letal.
Su principal componente activo es capsaicina, gas OC, para combatir sus efectos hay que echarse en la cara bicarbonato de sodio con limón o también gaseosa para detener el ardor del gas, también se puede tomar leche para contrarrestar el ardor en boca y garganta.

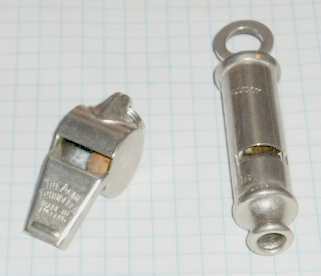
silbatos para oficiales de tránsito.

### Silbato
La invención del silbato tiene sus orígenes en la antigua china, lugar en donde los vigilantes nocturnos de las ciudades tenían unas copas de bellotas en las cuales soplaban para alertar a los pueblos por las invasiones de otros pueblos como lo eran los mongoles, también en Egipto se utilizaban dos hojas de planta de papiro las colocaban entre sus palmas y soplaban en ellas produciendo un sonido
Vibrante, Aunque También hay hallazgos que en la cultura olmeca en la parte de San Lorenzo Tenochtitlán muestras que los silbatos tienen más de 3 mi años de existencia estaban hechos de roca de ilmenita, los silbatos Olmecas son la prueba sonora más antigua correspondiente al periodo prehispánico, y serían el antecedente de los llamados “silbatos de la muerte”, que utilizaron en sus rituales morturios o asociados al inframundo de las culturas mixtecas y mayas.
Los silbatos están hechos principalmente de fierro con una bola adentro de baquelita aunque también los existen de plástico, barro y piedra.
La longitud de la cámara normalmente define la frecuencia de la resonancia. Un silbato puede contener una bola pequeña, generalmente llamado “el guisante”, que gira en el interior de la cámara cilíndrica, creando un efecto de vibración, lo cual hace que se amplifique el sonido.
Es utilizado por los agentes de tránsito para generar señales en forma de sonidos sonoros que son emitidos con el fin de organizar el tráfico vial en las ciudades obteniendo distintos sonidos para distintas señales que quisieran transmitir.

## Definición
La policía es una entidad o parte del Estado cuya principal misión es la de salvaguardar el bienestar público así como la seguridad de sus ciudadanos según los códigos que rijan a cada entidad.

## Requisitos necesarios para el oficio de policía
- Tener entre 0 y 20 años.
- Tener cartilla militar.
- Estudios mínimos de preparatoria.
- Estatura mínima de 1.60 metros para hombres.
- Estatura mínima de 1.50 metros para mujeres.
- No tener tatuajes ni perforaciones corporales.
- Haber aprobado exámenes toxicológicos, psicológicos y médicos.

## Policía de tránsito en Puebla
Un policía en el Estado de Puebla gana un promedio de $8000 a $10000 dependiendo de los rangos que cada policía tenga, estos pueden ser:
- Raso
- Policía primero
- Policía segundo
- Policía tercero
- Oficial
- Comisario

Para certificar a los policías, cada año se hacen evaluaciones donde se califica y se mide el rendimiento obtenido a lo largo del período. Al tener una evaluación positiva el cuerpo policial es remunerado con días francos.

## Derechos y obligaciones
Está indicado que el Estado es quien tiene a su cargo la seguridad de sus habitantes así como tiene el poder de hacer el uso de la fuerza y el castigo para quienes alteren el orden, los policías especializados en cada tipo de seguridad se rigen a sus obligación dentro del marco legal donde estos poseen derechos y obligaciones.
Ejemplos de derechos:
- Seguro social
- Prima vacacional
- Aguinaldo
- Descansos en jornadas de trabajo
- Infonavit
- Licenciatura relacionada al servicio policial.
- Acudir con su inmediato superior a exponer cualquier solicitud o queja relacionada con el servicio.
- De no ser atendido lo podrá hacer ante el Director Municipal de Policía y Tránsito.
- A cursar para obtener un ascenso cuando se convoque para ello.
- A obtener estímulos, recompensas y reconocimientos.
- A no actuar en caso de que sea una situación de riesgo.

Ejemplos de obligaciones:
- Identificar a sus superiores y saludarlos conforme al uso militar.
- Portar el uniforme oficial, insignias, armamento y demás equipo reglamentario, conservando este en óptimas condiciones de servicio.
- Efectuar el servicio de vigilancia en caminos vecinales, en la vía pública, especialmente donde existen escuelas, parques, jardines, entre otros.
- Cuidar que se haga buen uso de los bienes del servicio público.
- Vigilar que se otorgue cuidado y respeto a nuestros símbolos Patrios.
- Vigilar el tránsito de vehículos y peatones en las calles.